# TOPAZ (アルバム)
『TOPAZ』（トパッズ）は、尾崎亜美の通算22作目のレギュラーアルバムである。1994年11月18日にポニーキャニオン/F-LABELからリリースされた。

## 概要
レコーディングはロサンゼルスで、ジャケット撮影はソルトレイクで行われた。ホーン演奏には現地のミュージシャンを起用している。
同年2月にシングルとしてリリースされたM-1「VOICE」は、NHKの『人形歴史スペクタクル 平家物語』の主題歌として知られているが、本作ではアカペラによるアレンジで収録されている。ほか、先行シングル「泣きたいような気分で」とカップリング曲「Invitation Card」を収録している。
「水の物語り」はサンディ・ラムへの提供曲「MY LOVE, MY DEAR」の歌詞差し替え版である。
「Amaranth」は大京ライオンズマンションのCMソングとして、翌年リリースの「衝撃のベクトル」のカップリングでリカットされた。

## 収録曲

### CD
| 全作詞・作曲: 尾崎亜美、全編曲: 尾崎亜美、HORN ARRANGEMENTS: JERRY HEY。 |                              |          |            |      |
| #                                                                        | タイトル                     | 作詞     | 作曲・編曲 | 時間 |
| 1.                                                                       | 「VOICE」(a capella version) | 尾崎亜美 | 尾崎亜美   | 4:04 |
| 2.                                                                       | 「黄玉の溜め息」             | 尾崎亜美 | 尾崎亜美   | 5:00 |
| 3.                                                                       | 「Cold Wind」                | 尾崎亜美 | 尾崎亜美   | 4:43 |
| 4.                                                                       | 「泣きたいような気分で」     | 尾崎亜美 | 尾崎亜美   | 5:02 |
| 5.                                                                       | 「Moreの理由」               | 尾崎亜美 | 尾崎亜美   | 3:19 |
| 6.                                                                       | 「水の物語り」               | 尾崎亜美 | 尾崎亜美   | 5:52 |
| 7.                                                                       | 「雪の輪舞曲」               | 尾崎亜美 | 尾崎亜美   | 4:27 |
| 8.                                                                       | 「一番甘い戦い」             | 尾崎亜美 | 尾崎亜美   | 4:21 |
| 9.                                                                       | 「Invitation Card」          | 尾崎亜美 | 尾崎亜美   | 4:10 |
| 10.                                                                      | 「Amaranth」                 | 尾崎亜美 | 尾崎亜美   | 3:46 |
| 11.                                                                      | 「Free」                     | 尾崎亜美 | 尾崎亜美   | 2:42 |
| 合計時間:                                                                | 合計時間:                    | 47:26    |            |      |

## 参加ミュージシャン
| VOICE - All Vocals: 尾崎亜美 黄玉の溜め息 - Drums: 山木秀夫 - Bass: 小原礼 - Guitars: Michael Thompson - Keyboards: 富田素弘、尾崎亜美 - Synthesizer Programming: 松武秀樹 - Background Vocals: 尾崎亜美 Cold Wind - Drums: 山木秀夫 - Bass: 小原礼 - Guitars: Dean Parks - Keyboards: 富田素弘、尾崎亜美 - Synthesizer Programming: 松武秀樹 - Percussion: Alex Acuña - Sax Solo: Brandon Fields - Background Vocals: 尾崎亜美 泣きたいような気分で - Drums: 山木秀夫 - Bass: 小原礼 - Guitars: Dean Parks, Buzz Feiten - Keyboards: 富田素弘、尾崎亜美 - Synthesizer Programming: 松武秀樹 - Percussion: Alex Acuña - Background Vocals: 尾崎亜美 Moreの理由 - Drums: 山木秀夫 - Bass: 小原礼 - Guitars: Dean Parks - Keyboards: 富田素弘、尾崎亜美 - Synthesizer Programming: 松武秀樹 - Percussion: Luis Conte - Background Vocals: 尾崎亜美 水の物語り - Drums: 山木秀夫 - Bass: 小原礼 - Guitars: Dean Parks - Keyboards: 富田素弘、尾崎亜美 - Synthesizer Programming: 松武秀樹 - Percussion: Luis Conte - 胡弓: 許可 | 雪の輪舞曲 - Drums: 山木秀夫 - Bass: 小原礼 - Guitars: Dean Parks, Buzz Feiten - Keyboards: 富田素弘、尾崎亜美 - Synthesizer Programming: 松武秀樹 - Background Vocals: 尾崎亜美 一番甘い戦い - Drums: 山木秀夫 - Bass: 小原礼 - Guitars: Dean Parks - Keyboards: 富田素弘、尾崎亜美 - Synthesizer Programming: 松武秀樹 - Trumpet: Jerry Hey, Gary Grant - Trombone: Bill Reichenbach - Sax: Brandon Fields - Background Vocals: 尾崎亜美 Invitation Card - Drums: 山木秀夫 - Bass: 小原礼 - Guitars: Michael Thompson - Keyboards: 富田素弘、尾崎亜美 - Synthesizer Programming: 松武秀樹 - Trumpet: Jerry Hey, Gary Grant - Trombone: Bill Reichenbach - Sax: Brandon Fields - Background Vocals: 尾崎亜美 Amaranth - Drums: 山木秀夫 - Bass: 小原礼 - Guitars: Dean Parks, Buzz Feiten - Keyboards: 富田素弘、尾崎亜美 - Synthesizer Programming: 松武秀樹 - Background Vocals: 尾崎亜美 Free - Acoustic Guitar: Dean Parks - Keyboards: 富田素弘 - Background Vocals: 尾崎亜美 |

## シングル

### 概要
表題曲「VOICE」はNHK総合テレビ『人形歴史スペクタクル 平家物語』のエンディングテーマとして使用された。カップリング曲「風のNative Land」はオリジナルアルバム未収録となっている。

### 収録曲
| 全作詞・作曲・編曲: 尾崎亜美。 |                             |          |            |      |
| #                              | タイトル                    | 作詞     | 作曲・編曲 | 時間 |
| 1.                             | 「VOICE」                   | 尾崎亜美 | 尾崎亜美   | 4:12 |
| 2.                             | 「風のNative Land」         | 尾崎亜美 | 尾崎亜美   | 4:43 |
| 3.                             | 「VOICE」(ORIGINAL KARAOKE) | 尾崎亜美 | 尾崎亜美   | 4:10 |

### 概要
アルバム『TOPAZ』からの先行シングル。表題曲「泣きたいような気分で」はプロモーションビデオが発見され、YouTubeの尾崎亜美チャンネルにアップされた。

### 収録曲
| 全作詞・作曲・編曲: 尾崎亜美。 |                                            |          |            |      |
| #                              | タイトル                                   | 作詞     | 作曲・編曲 | 時間 |
| 1.                             | 「泣きたいような気分で」                   | 尾崎亜美 | 尾崎亜美   | 5:03 |
| 2.                             | 「Invitation Card」                        | 尾崎亜美 | 尾崎亜美   | 4:12 |
| 3.                             | 「泣きたいような気分で」(ORIGINAL KARAOKE) | 尾崎亜美 | 尾崎亜美   | 5:05 |